# Viti Do
Viti Do (cyr. Вити До) – wieś w Czarnogórze, w gminie Budva. W 2011 roku liczyła 218 mieszkańców.